# عادل دنه
عادل دنه (بالإنجليزية: Adel Danah)‏؛ مواليد 27 يناير 1994 في الأحساء، السعودية، هو لاعب كرة قدم سعودي.

## مسيرة اللاعب
مثل نادي النصر في الفئات و كانت له تجربة قصيرة في نادي اليكانتي إسبانيا و مثل نادي الفتح ونادي الروضة ونادي جدة ونادي الشعلة ونادي بيشة ونادي اللواء ونادي الذهب ونادي رضوى.